# Girl (Dannii Minogue)
Girl è il terzo album in studio internazionale della cantante australiana Dannii Minogue, pubblicato nel 1997. 

## Tracce
1. All I Wanna Do – 4:28
2. Heaven Can Wait – 3:40
3. So in Love with Yourself – 5:06
4. Am I Dreaming? – 4:10
5. Everybody Changes Underwater – 6:36
6. Everything I Wanted – 4:38
7. If It Moves - Dub It – 6:32
8. Disremembrance – 4:06
9. It's Amazing – 5:05
10. Movin' Up – 4:16
11. Coconut (Harry Nilsson cover; traccia nascosta) – 4:48